# 日田城
日田城（ひたじょう）は、大分県日田市北豆田慈眼山公園とその一帯（豊後国日田郡在田郷城内村）にあった日本の城。大蔵城、鷹城、高城ともいう。

## 概要
古代・中世から近世初頭にかけての大蔵氏流日田氏および大友氏流日田氏の山城および居館である。
仁寿2年（852年）に鬼蔵大夫永弘が創建したと伝えられ、慈眼山（標高130メートル）上に段状の曲輪を構え、絶壁を花月川に面し、南麓に居館を構えて山城の典型を採っていた。また日田城の西端には、大蔵永季が父・永興を供養するために建立した慈眼山永興寺（じげんざんようこうじ）があった。日田城の廃城時期や経緯は不明である。慈眼山遺跡発掘調査では慈眼山麓の上城内町において、15世紀後半から16世紀中ごろまでに形成された、屋敷跡と推定される建物跡遺構が出土し、この建物群の廃絶は16世紀後半の可能性が指摘されている。廃城後は、館跡、城跡ともに宅地化と農耕地化が進み、改変が見られる。現在は住宅地としては利用されておらず大部分は山林となっている。

## 構造
山城部分は大分県日田市大字北豆田字高城604-628番地および、字高城平594-603番地一帯。城山は丘陵であり、丘の東側は南北方向の浅い谷、北東から北西に花月川が流れ、南麓に標高90メートルの沖積平野がある。平面形は、花月川に沿って三角形をなし、三角形登頂は北東部に当る。高城の標高は約137メートル、南北の標高約115メートルほどの浅い谷を挟んだ東にある戸頃（字）は標高約120メートルある。北東部に主郭1に位置づけられる郭跡（字・古城）、西部に主郭2に位置づけられる郭跡（字・高城）があり、谷の中央に南北一筋の古城（主郭1）にいたる道が通されている。
高城（字）は南北約30メートル、東西約10メートルほどの郭で西側に土塁を盛り、字・高城平という削平地が東側に隣接する。また西下の永興寺へいたるルートに2つの堀切が穿たれている。古城（字）は最大長さで南北約30メートル、東西70メートルほどあり、東側以外を土塁で囲み南に内枡形の虎口を開く。この郭跡は明治期に宅地として利用された形跡が確認されている。

## 日田氏関連の城

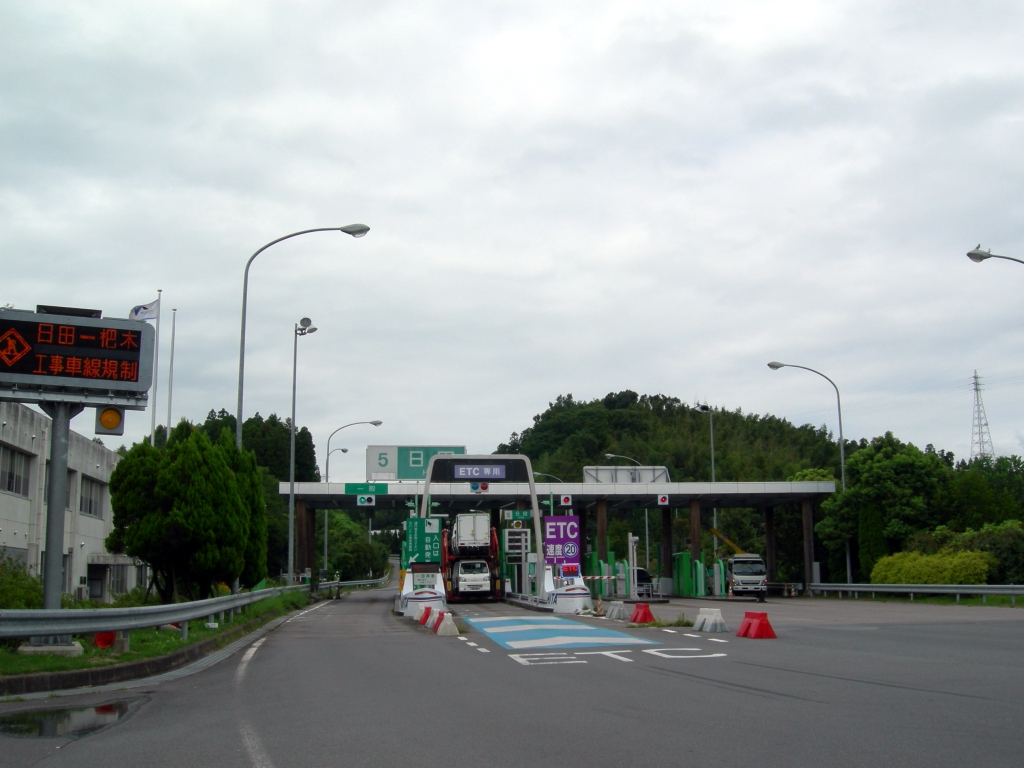
大分道日田インター付近。背後の山が羽野城跡

以下、城主家出自は『日田造領記』による。
日田郡老（日田八奉行）の城
日田郡老とは、大友義鑑より旧大蔵日田氏の家臣および一族の中から指名された日田郡政を治める者のこと。8名が指名されたため八奉行や八郡老とも呼ばれた。
財津氏
藤山城（ふじやまじょう） - 大蔵氏日田氏族永清流財津氏の居城。日田市大字花月藤山町。財津城ともいう。
『日田造領記』には「塁ハ内膝山ト云ニ在リ」とある。
羽野氏
羽野城（はのじょう） - 大蔵氏日田氏族財津永豊流羽野氏の居城。日田市大字三和字城の辻、字城脇。現在の大分自動車道日田インターチェンジ付近にあった。羽野砦とも。
羽野鑑房は豊後佐伯の毛利高政に従い佐伯に移る。
坂本氏
坂本城（さかもとじょう） - 坂本氏嫡流伯耆守家居城。日田市坂井町字屋敷、字古城。原城（はるんしろ）とも。西部に笹尾城が付属する。
坂本氏の出自は不詳。大蔵氏日田氏族とも。坂本鑑次は豊後佐伯の毛利高政に従い佐伯に移る。
石松氏
蕪城（かぶらじょう） - 大蔵氏族日田永徳流石松氏の居城。日田市大字西有田1651−1付近。
蕪山城（かぶらやまじょう）、石松城（いしまつじょう）ともいう。
堤氏
堤城（つつみじょう） - 大蔵氏日田氏族堤氏の居城。日田市上城内町城内公園付近。大友氏族ともされる。
佐藤氏
安禅寺砦（あんぜんじとりで） - 佐藤氏居城。日田市小野殿町。小竹城、小升城ともいう。
高瀬氏
高瀬城（たかせじょう） - 大蔵氏日田氏族高瀬氏の居城。日田市高瀬町。坂本因幡守との高瀬合戦で火攻めに遭い、落城。高瀬氏は滅亡。
世戸口氏
西池部城（にしいけべじょう） - 世戸口氏居城。日田市池辺町（日田郡有田郷西池部村）。委細不明。
世戸口は「瀬戸口」とも書く。世戸口氏の出自は不詳、大蔵氏日田氏族とも。『豊西記』の「日田郡地割之事」に、大蔵和市（大正・昭和年間の人物）が付記した注記には「瀬戸口某ありしが早く家滅して、この検地の時には其名見えず」とある。これにある検地とは1589年（天正17年）に行なわれた太閤検地のことである。
日田氏支城ほか諸氏の城
坂本因幡守居城 - 坂本氏庶流因幡守家居城。名称は不明である。日田市石井町1丁目字古城。真下に国道210号の寺内トンネルが貫通している。
因幡守家本流は江戸時代初めごろ石井を立ち退く。その後の一族の消息、城館の存廃は不明。
諸富城（もろとみじょう） - 大友氏族師富氏の居城。日田市諸留町字城山。
師富氏は関ヶ原の戦いの時、九州で起った石垣原の戦いに参戦して敗戦後帰国。その後の消息は不明。諸富城の存廃も不明。
櫛崎出城（くしざきでじろ） - 大蔵氏日田氏支城。日田市夜明字関。大蔵永秀築城。
1183年、大宰府に落ちてきた平宗盛ら平家に抵抗するために築かれた。筑前国秋月の原田種直らによる再三の攻撃を退けた。